# Понхва
Понхва́ (кор. 봉화군?, 奉化郡?, Bonghwa-gun) — уезд в провинции Кёнсан-Пукто, Южная Корея.

## История
Человеческие поселения на месте Понхва существовали уже в начале первого тысячелетия. Во эпоху Ранних корейских государств территория на которой находится современный Понхва, принадлежала племенному союзу Киджогук, который входил в Чинхан. В эпоху Трёх государств территория входила в состав уезда Нэги государства Когурё. Позднее уезд перешёл под контроль Силла, в VIII веке был переименован в Нэрён. В XI веке здесь была образована административная единица Понхва ранга «хён». Современное название и статус уезда был получен только в эпоху поздней династии Чосон в 1895 году на 32 году правления вана Коджона. В 1914 году была проведена административная реформа, в результате которой количество районов («мёнов») в уезде сократилось с 15 до 9.

## География и климат
Понхва расположен в северной части провинции Кёнсан-Пукто. На юге граничит с городом Андон, на востоке — с уездом Ульджин, на севере — с провинцией Канвондо, на западе — с городом Йонджу. Ландшафт образован восточными отрогами горной гряды Тхэбэксан, территория уезда на 80 % покрыта лесом. По территории уезда протекает одна из крупнейших рек Корейского полуострова — Нактонган. Высочайшая точка — 1567 метров (Тхэбэксан).
Климат муссонный, однако из-за гористого ландшафта более холодный, чем в других частях Корейского полуострова. Средняя температура января — 3,8 ℃, средняя температура августа — 27.3℃, среднегодовая температура — 11℃. Среднегодовое количество осадков — 1310,8 мм.
| Показатель                    | Янв.  | Фев. | Март | Апр. | Май   | Июнь  | Июль  | Авг.  | Сен.  | Окт. | Нояб. | Дек. | Год    |
| ----------------------------- | ----- | ---- | ---- | ---- | ----- | ----- | ----- | ----- | ----- | ---- | ----- | ---- | ------ |
| Средний суточный максимум, °C | 3,2   | 6,0  | 10,9 | 18,4 | 23,1  | 26,4  | 28,0  | 28,6  | 24,7  | 19,7 | 12,2  | 5,6  | 17,2   |
| Средняя температура, °C       | −3,9  | −1,5 | 3,4  | 9,9  | 15,2  | 19,4  | 22,6  | 22,8  | 17,8  | 10,9 | 4,0   | −1,9 | 9,9    |
| Средний суточный минимум, °C  | −10,3 | −8,2 | −3,2 | 1,8  | 7,6   | 13,2  | 18,3  | 18,2  | 12,4  | 4,0  | −2,6  | −8,3 | 3,6    |
| Норма осадков, мм             | 21,1  | 28,4 | 53,1 | 75,3 | 105,7 | 157,4 | 296,5 | 242,0 | 148,7 | 36,5 | 34,6  | 18,6 | 1217,9 |
| Источник:                     |       |      |      |      |       |       |       |       |       |      |       |      |        |

## Туризм и достопримечательности
Достопримечательности Понхва включают:
- Природный парк на горе Чхоннянсан — находится под охраной государства. Здесь расположено 6 пиков, проложены туристические маршруты. В древности в этих местах находились обиталища буддийских моханов. Сохранилось несколько монастырей и храмов эпохи Силла. Площадь парка составляет 52,8 км².
- Лес на горе Чхонгоксан — находится на высоте от 800 до 1276 м над уровнем моря. Здесь растёт много корейской сосны, многим деревьям более 100 лет. На территории лесной зоны расположены палаточные городки, мотели и другая туристическая инфраструктура.
- Таксиль Маыль — древнее поселение, ныне превращённое в музей под открытым небом. Здесь была министерская резиденция времён династии Чосон (эпоха вана Чунджона). Сохранилось несколько образцов корейской средневековой архитектуры.

## Культура
В Понхва сохранилось богатое культурное наследие, среди лучших образцов которого:
- Сидячая каменная статуя Будды, входящая в список Национальных сокровищ Кореи под номером 201. Расположена на высоте 430 м. Представляет собой памятник каменному зодчеству эпохи Силла. В настоящее время статуя повреждена, отколоты несколько частей.
- Каменная пагода в Содонни — трёхэтажная пагода, представляет собой образец средневековой культуры времён позднего Силла (Объединённое Силла).
- Буддийский храм Чуксоса — храм эпохи Объединённого Силла, содержит множество оригинальных артефактов, в том числе каменную статую Будды, входящую в список сокровищ Кореи.
- Несколько классических текстов и исторических хроник, написанных во время династии Корё и Чосон (XIII—XV вв).
- В Музее Чхоннянсан представлено более тысячи экспонатов, иллюстрирующих жизнь корейцев в средние века.

Из явлений современной культурной жизни Понхва можно выделить:
- Уездный культурный центр — прежде всего занимается организацией археологических работ; кроме того, при этом центре существуют курсы флористики, каллиграфии и других художественных занятий средневековой знати Кореи.
- Культурный фестиваль Понхва — проходит ежегодно. В программе — фольклорные представления, костюмированное шествие, конкурсы для посетителей.

## Символы
Как и многие другие населённые пункты Южной Кореи, Понхва имеет ряд символов:
- Дерево: сосна
- Цветок: магнолия
- Птица: сорока

## Города-побратимы
Понхва является городом-побратимом следующих городов:
- Кандонгу, Сеул, Республика Корея
- Пучхон, провинция Кёнгидо, Республика Корея
- Йонджегу, Пусан, Республика Корея
- Тунчуань, провинция Шэньси, Китай
- Сэлэнгэ, Монголия

## Известные жители
- Ким Ки Дук, известный южнокорейский режиссёр. Родился в Понхва[8].